# Yangjiachang (köpinghuvudort i Kina, Hubei Sheng, lat 30,07, long 112,28)
Yangjiachang är en köpinghuvudort i Kina. Den ligger i provinsen Hubei, i den centrala delen av landet, omkring 200 kilometer väster om provinshuvudstaden Wuhan. Antalet invånare är 43 568. Befolkningen består av 21 863 kvinnor och 21 705 män. Barn under 15 år utgör 11,0 %, vuxna 15-64 år 79 %, och äldre över 65 år 9,0 %.
Runt Yangjiachang är det tätbefolkat, med 442 invånare per kvadratkilometer. Närmaste större samhälle är Mahaokou, 10,3 km söder om Yangjiachang. Trakten runt Yangjiachang består till största delen av jordbruksmark.
Genomsnittlig årsnederbörd är 1 247 millimeter. Den regnigaste månaden är maj, med i genomsnitt 183 mm nederbörd, och den torraste är december, med 19 mm nederbörd.